# Приски, Чейз (хоккеист)
Чейз Эванс Приски (англ. Chase Evans Priskie; род.19 марта 1996 года, Пемброк-Пайнс, Флорида, США) — американский профессиональный хоккеист, защитник клуба «Сибирь». Приски большую часть карьеры играл в клубах АХЛ, а также сыграл четыре матча в НХЛ в составе «Флорида Пантерз». Он стал первым игроком, родившимся и выросшим в штате Флорида, который сыграл за «Пантерс».

## Карьера
Родившийся в марте 1996 года, Приски мог быть выбранным на драфте НХЛ 2014 года, но был выбран лишь два года спустя, после того как начал играть за команду Квиннипэкского университета. В своём первом университетском сезоне Приски в среднем проводил на площадке четыре минуты, но по итогам сезона он занял третье место по очкам среди защитников команды. По данным Центрального скаутского бюро НХЛ, перед драфтом он занимал 126-е место в общем рейтинге. На драфте 2016 года в конце шестого раунда под общим 177-м номером его выбрала команда «Вашингтон Кэпиталз». Он провёл ещё три сезона в университетской команде, набирая в среднем более одного очка за игру в своём последнем сезоне. Он был капитаном команды с 2017 по 2019 год. В своём последнем сезоне он стал финалистом Хоби Бейкер Эворд и лидировал среди защитников по количеству забитых голов, но уступил эту престижную награду Кейлу Макару.
После последнего года обучения в колледже Приски не подписал контракт с «Кэпиталз» и стал свободным агентом в августе 2019 года. 17 августа Приски и «Каролина Харрикейнз» договорились о контракте новичка на два года. В своём первом профессиональном сезоне Приски не попал в состав «Харрикейнз» и был направлен в их фарм-клуб из АХЛ, «Шарлотт Чекерс». Он провёл 52 матча за «Чекерс», набрав 31 очко. 24 февраля 2020 года, в последний день обменов в НХЛ, Приски был включён в большой обмен в клуб «Флорида Пантерз» вместе с Эриком Хаулой, Ээту Луостариненом и Лукасом Валльмарком. «Каролина» получила Винсента Трочека. Оставшуюся часть сезона Чейз провёл в АХЛ за фарм-клуб «Флориды», «Спрингфилд Тандербёрдс».
В сезоне 2020/21, затронутым пандемией COVID-19, «Пантерс» и «Тампа-Бэй Лайтнинг»провели обмен командами АХЛ. В новом фарм-клубе, «Сиракьюс Кранч», Приски сыграл 15 матчей. 5 августа 2021 года, будучи ограниченным свободным агентом, «Пантерс» переподписали с Приски двусторонний контракт на один год и на сумму 750 000 долларов. В следующем сезоне «Чекерс» стали фарм-клубом «Флориды», и Приски начал сезон в их составе. К 3 ноября 2021 года Приски трижды вызывался в основной состав «Пантерс», чтобы заменять травмированных защитников «Пантерс», но так и не появился на площадке. Защитник дебютировал в НХЛ 4 ноября против «Вашингтон Кэпиталз» из-за травмы Радко Гудаса, играя в нижней паре защитников вместе с Кевином Коннаутоном. Он отыграл 10:37 и сделал один бросок по воротам. Матч завершился победой «Флориды» со счетом 5:4 в овертайме. В своём дебютном матче Приски стал первым игроком из Флориды, сыгравшим за «Пантерз». Его достижение было отмечено несколькими билбордами в районе города Санрайз. Приски вернулся в АХЛ 7 ноября.
По окончании сезона Приски стал свободным агентом и подписал контракт на год с «Баффало Сэйбрз» 13 июля 2022 года, в день открытия рынка свободных агентов. 3 марта 2023 года «Сэйбрз» обменяли Приски в «Анахайм Дакс» на Остина Стрэнда.
5 июля 2023 года Приски подписал двусторонний контракт на один год, на сезон 2023/24, с «Вашингтон Кэпиталз», клубу который выбрал его на драфте. В том сезоне Чейз, выступая за фарм-клуб «Кэпиталз», «Херши Бэрс», стал обладателем Кубка Колдера.
28 июня 2025 года на драфте НХЛ 2025 года Приски был отдан «Кэпиталз» вместе с выбором в четвертом раунде драфта в «Миннесота Уайлд» в обмен на Деклана Чисхолма и выбор в шестом раунде.
17 июля 2025 подписал контракт на 1 год с новосибирской «Сибирью».

## Личная жизнь
Приски родился в Пемброк-Пайнс и был единственным ребёнком в семье Джеффа Приски и Лизы Эванс; иудей по вероисповеданию. С раннего детства Чейз стал болельщиком команды «Флорида Пантерз». Впервые Приски посетил игру «Пантерс», когда ему было 27 дней, 16 апреля 1996 года. Во время учёбы в Квиннипэкском университете он получал специализацию в области финансов, а также изучал информатику. Окончил обучение в начале 2018 года. В 2019 году он получил степень магистра делового администрирования.

## Статистика
| Легенда | Легенда                    | Легенда | Легенда                   | Легенда | Легенда    |
| ------- | -------------------------- | ------- | ------------------------- | ------- | ---------- |
| И       | Количество проведённых игр | Штр     | Штрафное время            | +/−     | Плюс-минус |
| Г       | Голы                       | П       | Голевые передачи          | О       | Очки       |
| -       | Статистика неизвестна      | —       | Статистика не учитывалась |         |            |

## Достижения
| Награда       | Год  |
| АХЛ           | АХЛ  |
| ------------- | ---- |
| Кубок Колдера | 2024 |